# Optioservus browni
Optioservus browni is een keversoort uit de familie beekkevers (Elmidae). De wetenschappelijke naam van de soort werd in 1978 gepubliceerd door White.